# Meja Mwangi
Meja Mwangi (n. 1948 - ) este un scriitor kenyan.